# Oxyethira scaeodactyla
Oxyethira scaeodactyla är en nattsländeart som beskrevs av Darcy B. Kelley 1983. Oxyethira scaeodactyla ingår i släktet Oxyethira och familjen smånattsländor. Inga underarter finns listade i Catalogue of Life.